# Allium neapolitanum
Allium neapolitanum — вид квіткових рослин підродини цибулеві (Allioideae).

## Опис
Багаторічна цибулинна рослина, гола, 20–50 см заввишки. Бульби 1–2 см в діаметрі, майже сферичні. Є 2–3 листка в нижній чверті стовбура, широко лінійні, 8–35 см завдовжки і 5–20 мм завширшки. Напівсферична або сферична парасолька, 5–8 см в діаметрі, з безліччю квітів. Білі квіти. Пелюстки 7–12 мм довжиною та шириною 4–6 мм, еліптичні, тупі. Капсула 5 мм у довжину, загорнуті пелюстками. Вид цвіте навесні.

## Поширення
Північна Африка: Єгипет. Західна Азія: Кіпр; Єгипет - Синай; Ізраїль; Йорданія; Ліван; Сирія; Туреччина. Південна Європа: Колишня Югославія; Греція; Італія; Франція; Португалія [вкл. Мадейра]; Гібралтар; Іспанія [вкл. Канарські острови]. Культивується: Мексика. Населяє оброблені поля, узбіччя, луки і береги потоків; 0-1200 м.

## Галерея

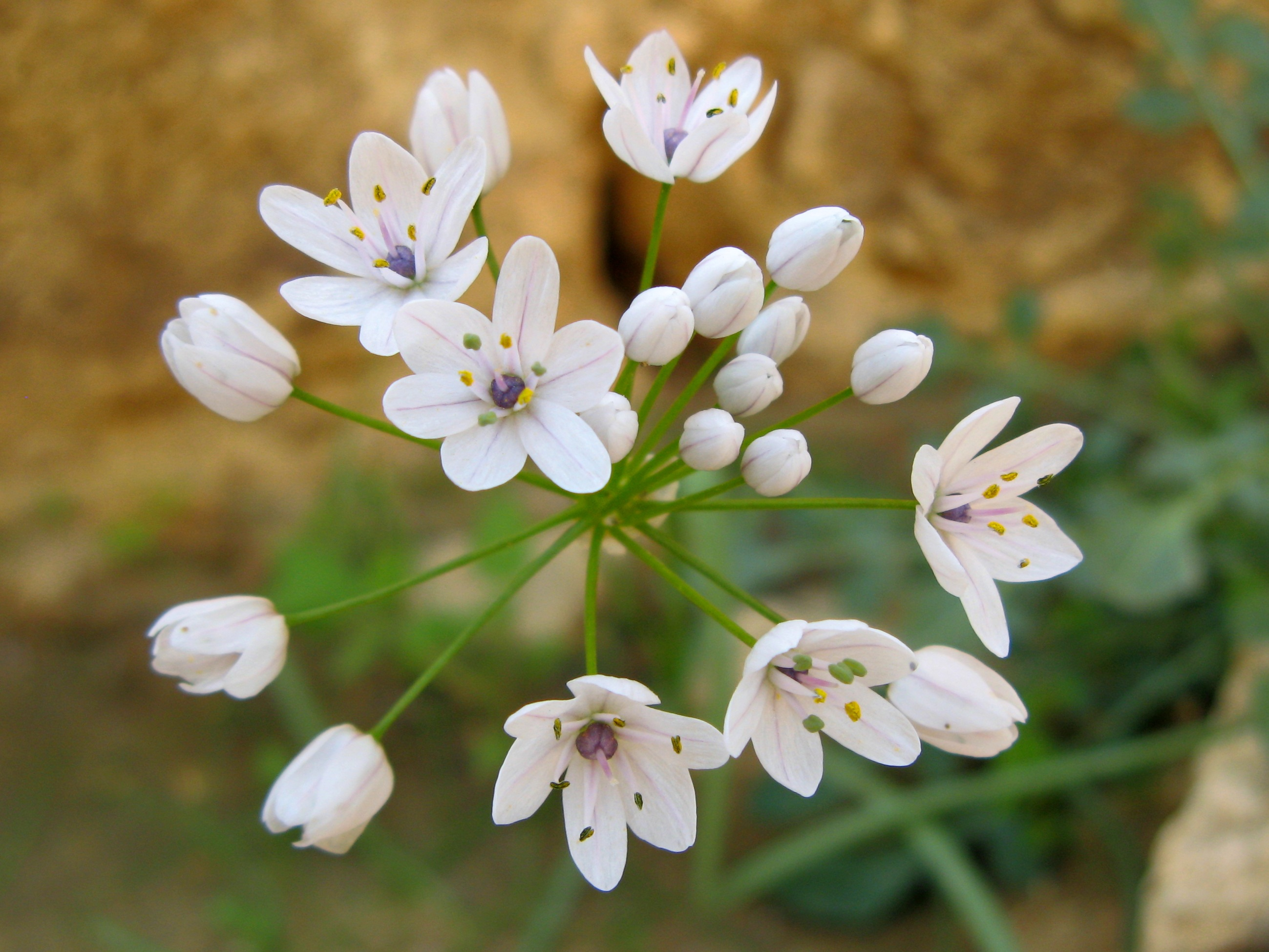
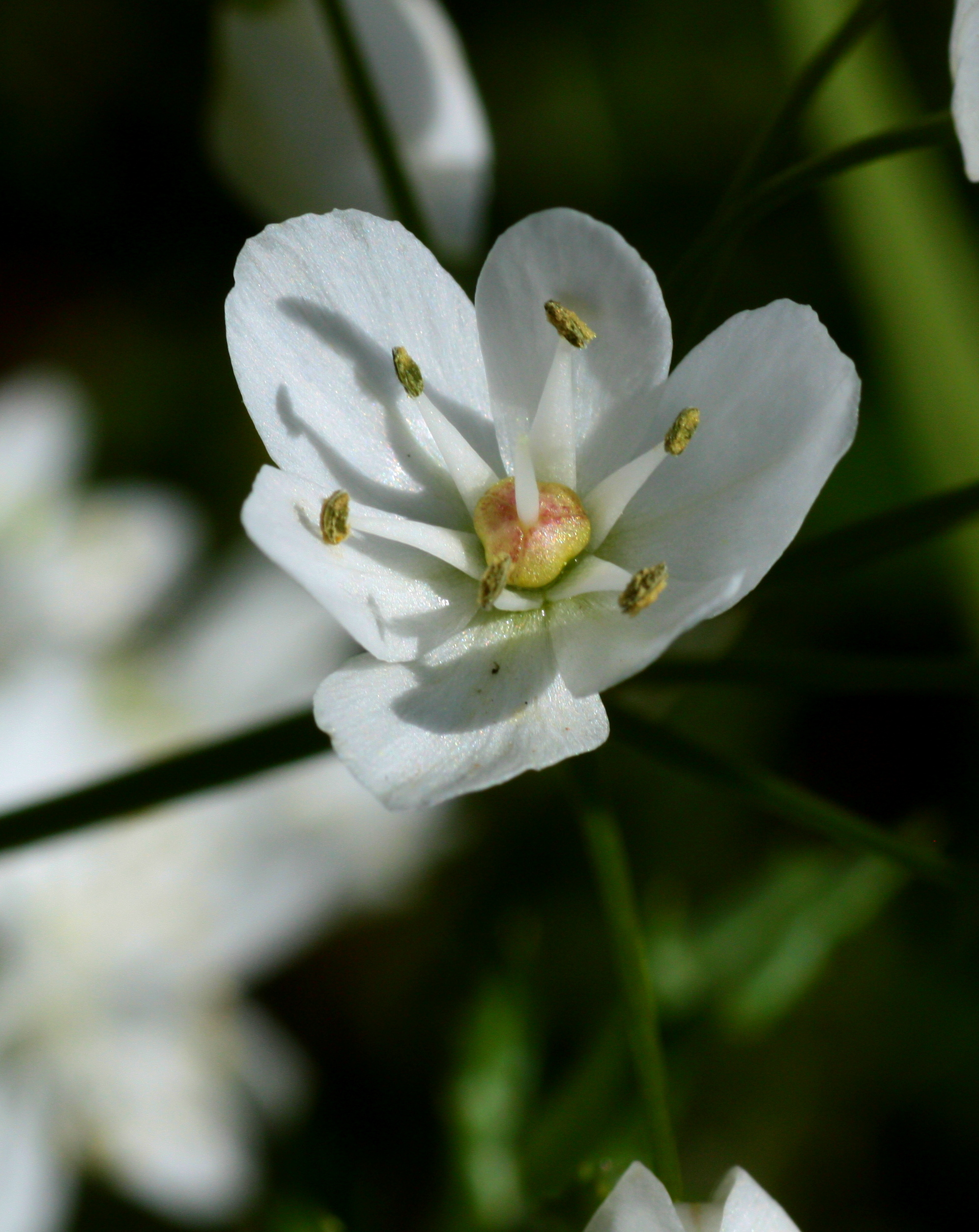
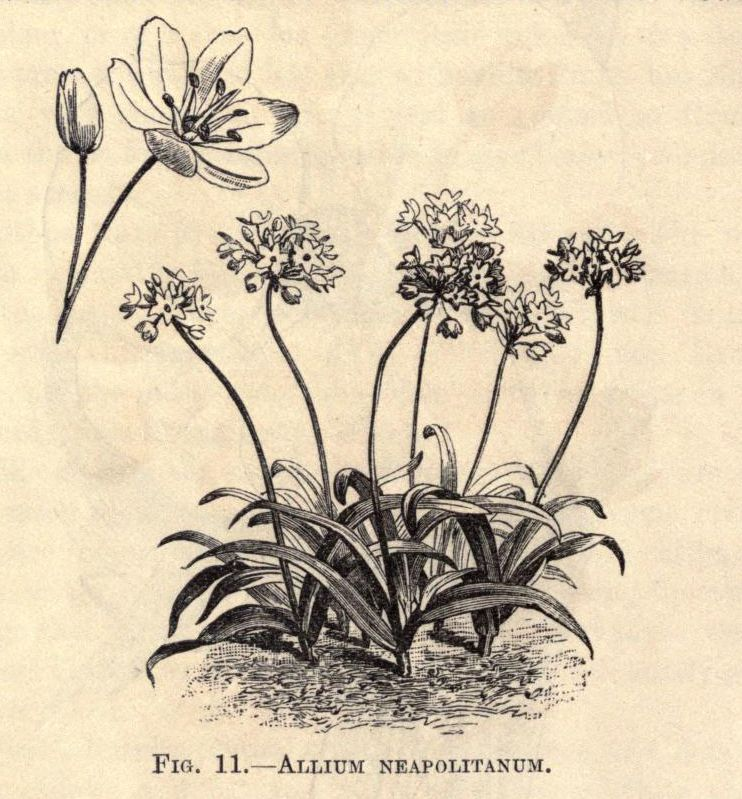

| Гібіскус | Це незавершена стаття про квіткові рослини. Ви можете допомогти проєкту, виправивши або дописавши її. |